# Pseudocamenta transvaalensis
Pseudocamenta transvaalensis är en skalbaggsart som beskrevs av Louis Albert Péringuey 1904. Pseudocamenta transvaalensis ingår i släktet Pseudocamenta och familjen Melolonthidae. Inga underarter finns listade i Catalogue of Life.